# Sparta (gruppo musicale)
Gli Sparta sono stati un gruppo musicale statunitense di genere post-hardcore, attivo dal 2001 al 2013, formatosi ad El Paso (Texas) dallo scioglimento degli At the Drive-In, band da cui provenivano il cantante e chitarrista Jim Ward, il chitarrista Paul Hinojos (bassista negli At the Drive-In) ed il batterista Tony Hajjar. A completare la formazione si era aggiunto un amico e concittadino dei tre, il bassista Matt Miller.

## Storia del gruppo
Il gruppo si forma grazie principalmente al lavoro di Jim Ward, ex chitarrista e "mente" degli At the Drive-In, che per il nuovo progetto musicale decide di assumere anche il ruolo di cantante. Dopo l'incisione di Austere, EP del 2001, nel 2002 il gruppo produce il suo primo album in studio Wiretap Scars. L'album riscontra un discreto successo di pubblico e critica, e dimostra come gli Sparta siano la naturale prosecuzione delle idee degli antenati At the Drive-In, ponendosi in contrasto con la sperimentazione attuata dai Mars Volta, l'altro gruppo nato dalle ceneri degli At the Drive-In.
Dopo un lungo periodo di tour, in cui condividono il palco anche con i Weezer, nell'agosto 2004 gli Sparta incidono il loro secondo album Porcelain, album stilisticamente segnato dalla scomparsa del cugino di Ward, Jeremy Ward, nel 2003.
Il 24 maggio 2005, una notizia apparsa sul sito ufficiale degli Sparta, comunica l'uscita dalla band di Paul Hinojos, chitarrista della band che entrerà nei Mars Volta col ruolo di manipolatore del suono.
Dopo lo scioglimento del 2008 e una parziale reunion del 2011, il gruppo abbandona definitivamente le scene nel 2013 per poi pubblicare nel 2020 l'album Trust the River e due anni più tardi l'omonimo Sparta.
La band ritorna nel 2024 sulle scene live con un tour celebrativo per il ventennale dell'album Porcelain.

## Formazione

### Ultima
- Jim Ward - voce e chitarra, tastiere (2001–2008, 2011–2013, 2017–present)
- Matt Miller - basso (2001–2008, 2011–2013, 2017–present)
- Neil Hennessy – batteria (2023–present)

### Ex componenti
- Paul Hinojos – chitarra, voce addizionale (2001-2005)
- Tony Hajjar - batteria (2001–2013)
- Keeley Davis – chitarra, voce addizionale (2005–2013)

## Discografia
- 2001 - Austere (EP)
- 2002 - Wiretap Scars
- 2004 - Porcelain
- 2006 - Threes
- 2020 - Trust the River
- 2022 - Sparta